# Новиков, Аркадий Анатольевич
Арка́дий Анато́льевич Но́виков (род. 25 июля 1962, Москва) — российский ресторатор, бизнесмен и телеведущий.

## Образование
Окончил кулинарное училище № 174, в 2005 году реорганизованное в Колледж сферы услуг № 44, позже — факультет экономики общественного питания Академии народного хозяйства им. Плеханова.

## Карьера
- 5 лет в должности повара ресторана «Университетский»[когда?].
- Заместитель шеф-повара в ресторане «Гавана»[когда?].
- Шеф-повар в ресторане «Олимпийские огни»[когда?].
- После работал поваром, шеф-поваром, администратором в кооперативном кафе «Виктория» в Парке культуры имени Горького. Уволился из «Виктории», но после того, как Стас Намин купил это заведение, снова туда вернулся, но уже на должность замдиректора[1][когда?].
- В 1992 году Аркадий Новиков открывает свой первый ресторан «Сирена» на Большой Спасской, в здании техникума. По условиям договора за символическую плату кормил обедами двести студентов техникума. Через два года, в 1994 году, открыл второй ресторан — «Клуб Т».
- 1996 год — открытие постсоветского ресторана русской кухни «Царская охота».
- 1996 год — открытие трактира «Ёлки-Палки», который с годами вырос в самую крупную российскую сеть демократичных ресторанов русской кухни[источник не указан 3017 дней].
- 1997 год — открытие ресторана «Белое солнце пустыни», позднее ресторанов «Гранд-опера», «Кавказская пленница».
- 2002 год — открытие ресторана «Бисквит». Организация собственного тепличного хозяйства «Агроном».
- 2003 год — открытие «Vogue Café», шефом которого становится Юрий Рожков (был главой кухни на протяжении 12 последующих лет).
- С 2005 года занимается созданием и продвижением экологически чистой продукции под брендом Novikov.
- Летом 2005 года Новиков принял участие в качестве ведущего в реалити-шоу «Кандидат», совместном проекте ТНТ и телекомпании Junior TV.
- В 2006 году начала работу кейтеринговая компания Novikov Catering, работающая в люкс-сегменте[2].
- В 2007 году открывает первый в России тематический многоуровневый гастро-бар «GQ-Bar». Шефом становится Константин Ивлев, там же он впервые объявляет «манифест Новой Русской Кухни».
- В 2008 году Аркадий Новиков купил за 35 млн евро виллу Fontanelle, ранее принадлежавшую итальянскому дизайнеру Джанни Версаче[3].
- 2012 году — открытие ресторана «Страна которой нет» в гостинице «Москва» и «Novikov Restaurant & Bar» в Лондоне.
- Аркадий Новиков — первый посол чемпионата мира по профессиональному мастерству WorldSkills Kazan 2019, который прошел в Казани c 29 августа по 3 сентября 2019 года. Участники чемпионата соревновались в более чем 50 компетенциях (в том числе «Поварское дело», «Кондитерское дело», «Хлебопечение», «Ресторанный сервис» и другие)[4].

C 1992 года в партнёрстве с различными рестораторами и инвесторами Аркадий Новиков создал более 120 успешных ресторанных проектов, среди них упомянутые выше рестораны «Белуга», «Царская Охота», «Vogue café», «GQ-Bar», «Галерея», «Tatler Club», «Shore House» в Москве, «Ваниль», «Luce» в Санкт-Петербурге, сетевые проекты с оригинальными концепциями в демократичном сегменте «Маленькая Япония», «Prime Star», и другие.

## Политическая деятельность
Был доверенным лицом В. В. Путина на президентских выборах в 2012 и 2018 годах.

## Обвинение в коррупции
Согласно расследованию Фонда борьбы с коррупцией, посвящённому премьер-министру Михаилу Мишустину, Аркадий Новиков совершил притворную сделку с сыновьями Мишустина, Александром и Алексеем, в результате чего они получили в собственность две квартиры в элитном доме на 3-й Фрунзенской улице в районе Хамовники. Также Аркадий Новиков совместно с сестрой Михаила Мишустина Наталией Стениной и бизнесменом Александром Удодовым владеет зданием на Тверском бульваре, где ранее располагался ресторан Новикова «Недальний Восток», совладельцами которого также являлись Стенина и Удодов.
Также принадлежащая Аркадию Новикову компания «Интелли» в 2018 году получила без конкурса несколько заказов от ФГУП «Президент-Сервис» Управления делами Президента Российской Федерации на обслуживание протокольных мероприятий. Информация о госзаказах была размещена в открытых источниках задним числом.

## Звания и награды
- Командор ордена «За заслуги перед Итальянской Республикой» (Италия, 27 декабря 2007 года)[9].
- Один из основателей и член координационного совета Федерации Рестораторов и Отельеров.
- Лауреат Национальной премии «Гостеприимство 2004» в номинации «За личный вклад в развитие индустрии гостеприимства».
- Лауреат премии «Человек года GQ-2004» в номинации «Ресторатор года».

## Телевидение
- В 2005 году был ведущим реалити-шоу «Кандидат» на ТНТ.
- С 2013 года ведёт кулинарное шоу «МастерШеф» на СТС.